# Paul Butcher
Pour les articles homonymes, voir Butcher.
Paul Butcher  est un acteur américain né le 14 février 1994 à Los Angeles (Californie, États-Unis). Il est le fils de Paul Butcher Sr, ancien défenseur de la NFL.

## Biographie
On le connaît surtout pour être Dustin Brooks dans la série télévisée Zoé où il incarne le petit frère de Zoey (qui n'est autre que Jamie Lynn Spears, sœur de Britney).
Mais Paul Butcher a déjà approché le grand écran avec Hollywood Homicide (2003) et Reeker (2005) et apparaît aux côtés de Jim Carrey dans Le Nombre 23 (The Number 23) en 2007.
Il est aussi à l'affiche en 2006, non pas en tant qu'acteur mais comme doubleur pour le film Nos voisins, les hommes (Over the hedge en anglais).

## Filmographie
- 2005 : Bones : Shawn Cook

- 2005 - 2008 : Zoé : Dustin Brooks
- 2013 : Mes parents terribles (Mom and Dad Undergrads) : Sean
- 2013 : Mentalist : Caleb Vega